# Europa Report
Europa Report (bra: Viagem à Lua de Júpiter; prt: Relatório Europa) é um filme estadunidense de 2013, dos gêneros suspense e ficção científica, dirigido por Sebastián Cordero, com roteiro de Philip Gelatt.
Estrelado por Christian Camargo, Anamaria Marinca, Michael Nyqvist, Daniel Wu, Karolina Wydra, e Sharlto Copley, é um filme com "found footage" que reconta a história da primeira missão a Europa, um dos 79 satélites do planeta Júpiter (e não o único, como sugere o título brasileiro). 

## Sinopse
Dr. Unger (Embeth Davidtz), CEO da Europa Ventures, narra a história da missão Europa One. Seis astronautas embarcam numa missão privada rumo a Europa, um dos 79 satélites de Júpiter, para encontrar eventuais formas de vida.